# Surroj
Surroj là một xã trong quận Kukës thuộc hạt Kukës, Albania. Dân số năm 2005 là 1941 người.